# Burutay Subaşı
Burutay Subaşı (ur. 15 lipca 1990) – turecki siatkarz, reprezentant Turcji, grający na pozycji przyjmującego, a od sezonu 2025/2026 jako libero. 

## Kariera klubowa
| Kariera juniorska         | Kariera juniorska           | Kariera juniorska | Kariera juniorska | Kariera juniorska | Kariera juniorska | Kariera juniorska | Kariera juniorska | Kariera juniorska | Kariera juniorska | Kariera juniorska |
| ------------------------- | --------------------------- | ----------------- | ----------------- | ----------------- | ----------------- | ----------------- | ----------------- | ----------------- | ----------------- | ----------------- |
| Lata                      | Klub                        |                   |                   |                   |                   |                   |                   |                   |                   |                   |
| 2005–2006                 | SGK Ankara                  |                   |                   |                   |                   |                   |                   |                   |                   |                   |
| 2006–2008                 | Arkas Spor Izmir            |                   |                   |                   |                   |                   |                   |                   |                   |                   |
| Kariera seniorska         |                             |                   |                   |                   |                   |                   |                   |                   |                   |                   |
| Lata                      | Klub                        |                   |                   |                   |                   |                   |                   |                   |                   |                   |
| 2008–2013                 | Arkas Spor Izmir            |                   |                   |                   |                   |                   |                   |                   |                   |                   |
| 2013–2019                 | Halkbank Ankara             |                   |                   |                   |                   |                   |                   |                   |                   |                   |
| 2019–2022 (do 21.01.2022) | Galatasaray HDI Stambuł     |                   |                   |                   |                   |                   |                   |                   |                   |                   |
| 2022–2025 (od 27.01.2022) | Arkas Spor Izmir            |                   |                   |                   |                   |                   |                   |                   |                   |                   |
| 2025–                     | Fenerbahçe Medicana Stambuł |                   |                   |                   |                   |                   |                   |                   |                   |                   |

## Sukcesy klubowe
Puchar Turcji:
- 2009, 2011, 2014, 2015, 2018, 2022[3]

Puchar Challenge:
- 2009
- 2011

Mistrzostwo Turcji:
- 2013, 2014, 2016, 2017, 2018
- 2011, 2012, 2015
- 2009, 2021

Superpuchar Turcji:
- 2013, 2014, 2015, 2018, 2019, 2024[4]

Liga Mistrzów:
- 2014

## Sukcesy reprezentacyjne
Liga Europejska:
- 2019, 2023[5]
- 2012

## Nagrody indywidualne
- 2018: MVP w finale tureckiej Efeler Ligi
- 2018: MVP Superpucharu Turcji
- 2019: MVP Superpucharu Turcji